# Italia ai Giochi della XXIII Olimpiade
L'Italia partecipò ai Giochi della XXIII Olimpiade svoltisi a Los Angeles dal 28 luglio al 12 agosto 1984, con una delegazione di 289 atleti.

## Medagliere

### Per discipline
| Sport             | Oro | Argento | Bronzo | Totale |
| ----------------- | --- | ------- | ------ | ------ |
| Atletica leggera  | 3   | 1       | 3      | 7      |
| Scherma           | 3   | 1       | 3      | 7      |
| Pentathlon        | 2   | 0       | 1      | 3      |
| Pugilato          | 1   | 2       | 2      | 5      |
| Tiro              | 1   | 1       | 1      | 3      |
| Canottaggio       | 1   | 0       | 0      | 1      |
| Ciclismo          | 1   | 0       | 0      | 1      |
| Lotta             | 1   | 0       | 0      | 1      |
| Sollevamento pesi | 1   | 0       | 0      | 1      |
| Judo              | 0   | 1       | 0      | 1      |
| Pallavolo         | 0   | 0       | 1      | 1      |
| Vela              | 0   | 0       | 1      | 1      |
| Totale            | 14  | 6       | 12     | 32     |

### Medaglie
| Medaglia | Nome | Sport             | Evento                         |
| -------- | --- | ----------------- | ------------------------------ |
| Oro      | Alberto Cova | Atletica leggera  | 10000 metri                    |
| Oro      | Alessandro Andrei | Atletica leggera  | Getto del peso                 |
| Oro      | Gabriella Dorio | Atletica leggera  | 1500 metri                     |
| Oro      | Maurizio Stecca | Pugilato          | Pesi piuma                     |
| Oro      | Claudio Vandelli Marcello Bartalini Marco Giovannetti Eros Poli | Ciclismo          | Corsa a cronometro su strada   |
| Oro      | Mauro Numa | Scherma           | Fioretto individuale maschile  |
| Oro      | Mauro Numa Angelo Scuri Andrea Borella Stefano Cerioni Andrea Cipressa | Scherma           | Fioretto a squadre maschile    |
| Oro      | Norberto Oberburger | Sollevamento pesi | Pesi massimi                   |
| Oro      | Vincenzo Maenza | Lotta             | Greco-romana - pesi minimosca  |
| Oro      | Ferdinando Meglio Giovanni Scalzo Angelo Arcidiacono Gianfranco Dalla Barba Marco Marin | Scherma           | Sciabola a squadre maschile    |
| Oro      | Daniele Masala | Pentathlon        | Individuale maschile           |
| Oro      | Daniele Masala Pier Paolo Cristofori Carlo Massullo | Pentathlon        | A squadre maschile             |
| Oro      | Carmine Abbagnale Giuseppe Abbagnale Giuseppe Di Capua | Canottaggio       | Due con                        |
| Oro      | Luciano Giovannetti | Tiro              | Fossa                          |
| Argento  | Sara Simeoni | Atletica leggera  | Salto in alto                  |
| Argento  | Salvatore Todisco | Pugilato          | Pesi mini-mosca                |
| Argento  | Francesco Damiani | Pugilato          | Pesi Supermassimi              |
| Argento  | Ezio Gamba | Judo              | Pesi leggeri                   |
| Argento  | Edith Gufler | Tiro              | Fucile 10 metri                |
| Argento  | Marco Marin | Scherma           | Sciabola individuale maschile  |
| Bronzo   | Maurizio Damilano | Atletica leggera  | 20 km di marcia                |
| Bronzo   | Sandro Bellucci | Atletica leggera  | 50 km di marcia                |
| Bronzo   | Giovanni Evangelisti | Atletica leggera  | Salto in lungo                 |
| Bronzo   | Luciano Bruno | Pugilato          | Pesi Welter                    |
| Bronzo   | Angelo Musone | Pugilato          | Pesi Massimi                   |
| Bronzo   | Stefano Cerioni | Scherma           | Fioretto individuale maschile  |
| Bronzo   | Roberto Manzi Angelo Mazzoni Stefano Bellone Sandro Cuomo Cosimo Ferro | Scherma           | Spada a squadre maschile       |
| Bronzo   | Dorina Vaccaroni | Scherma           | Fioretto individuale femminile |
| Bronzo   | Carlo Massullo | Pentathlon        | Individuale maschile           |
| Bronzo   | Luca Scribani Rossi | Tiro              | Skeet                          |
| Bronzo   | Fabio Vullo Piero Rebaudengo Paolo Vecchi Andrea Lucchetta Pier Paolo Lucchetta Marco Negri Guido De Luigi Giovanni Errichiello Giovanni Lanfranco Franco Bertoli Francesco Dall'Olio Giancarlo Dametto | Pallavolo         | Torneo                         |
| Bronzo   | Giorgio Gorla Alfio Peraboni | Vela              | Classe Star                    |

### Plurimedagliati
| Nome            | Sport      | Oro | Argento | Bronzo | Totale |
| --------------- | ---------- | --- | ------- | ------ | ------ |
| Daniele Masala  | Pentathlon | 2   | 0       | 0      | 2      |
| Mauro Numa      | Scherma    | 2   | 0       | 0      | 2      |
| Marco Marin     | Scherma    | 1   | 1       | 0      | 2      |
| Stefano Cerioni | Scherma    | 1   | 0       | 1      | 2      |
| Carlo Massullo  | Pentathlon | 1   | 0       | 1      | 2      |

## Risultati

### Atletica leggera

#### Uomini
Corse su pista, marcia e maratona
| Atleta                                                                              | Evento            | Batteria | Batteria  | 2º turno | 2º turno  | Semifinale | Semifinale | Finale   | Finale    |
| Atleta                                                                              | Evento            | Tempo    | Risultato | Tempo    | Risultato | Tempo      | Risultato  | Tempo    | Risultato |
| ----------------------------------------------------------------------------------- | ----------------- | -------- | --------- | -------- | --------- | ---------- | ---------- | -------- | --------- |
| Stefano Tilli                                                                       | 100 m             | 10.48    | Q         | 10.39    | Q         | 10.55      | eliminato  |          |           |
| Antonio Ullo                                                                        | 100 m             | 10.36    | Q         | 10.57    | eliminato |            |            |          |           |
| Pierfrancesco Pavoni                                                                | 100 m             | 10.72    | eliminato |          |           |            |            |          |           |
| Pietro Mennea                                                                       | 200 m             | 20.53    | Q         | 20.47    | Q         | 20.52      | eliminato  | 20.30    | 7º        |
| Stefano Tilli                                                                       | 200 m             | 20.72    | Q         | 20.64    | Q         | 20.72      | eliminato  |          |           |
| Carlo Simionato                                                                     | 200 m             | 21.06    | Q         | 20.86    | Q         | 20.92      | eliminato  |          |           |
| Donato Sabia                                                                        | 800 m             | 1.47.04  | Q         | 1.45.90  | Q         | 1.44.06    | eliminato  | 1.44.53  | 5º        |
| Riccardo Materazzi                                                                  | 800 m             | 1.46.03  | Q         | 1.47.90  | eliminato |            |            |          |           |
| Riccardo Materazzi                                                                  | 1500 m            | 3.37.95  | Q         |          |           | 3.36.51    | Q          | 3.40.74  | 11º       |
| Stefano Mei                                                                         | 1500 m            | 3.39.25  | Q         |          |           | 3.37.96    | eliminato  |          |           |
| Claudio Patrignani                                                                  | 1500 m            | 3.52.63  | eliminato |          |           |            |            |          |           |
| Salvatore Antibo                                                                    | 5000 m            | 13.46.32 | Q         |          |           | 13.47.53   | eliminato  |          |           |
| Antonio Selvaggio                                                                   | 5000 m            | 13.55.73 | eliminato |          |           |            |            |          |           |
| Piero Selvaggio                                                                     | 5000 m            | 14.04.74 | eliminato |          |           |            |            |          |           |
| Alberto Cova                                                                        | 10000 m           | 28.26.16 | Q         |          |           |            |            | 27:47:54 | Oro       |
| Salvatore Antibo                                                                    | 10000 m           | 28.22.57 | Q         |          |           |            |            | 28:06:50 | 4º        |
| Francesco Panetta                                                                   | 10000 m           | 29.00.78 | eliminato |          |           |            |            |          |           |
| Giovanni D'Aleo                                                                     | Maratona          |          |           |          |           |            |            | 2:20:12  | 35°       |
| Marco Marchei                                                                       | Maratona          |          |           |          |           |            |            | 2:22:38  | 43°       |
| Daniele Fontecchio                                                                  | 110 m ostacoli    | 13.75    | Q         |          |           | 13.86      | eliminato  |          |           |
| Francesco Panetta                                                                   | 3000 m siepi      | 8.37.05  | Q         |          |           | 8.31.25    | eliminato  |          |           |
| Franco Boffi                                                                        | 3000 m siepi      | 8.32.26  | Q         |          |           | 8.30.82    | eliminato  |          |           |
| Antonio Ullo Giovanni Bongiorni Stefano Tilli Pietro Mennea                         | 4×100 m Staffetta | 39.87    | Q         |          |           | 39.32      | Q          | 38.87    | 4ª        |
| Roberto Tozzi Ernesto Nocco Roberto Ribaud Pietro Mennea Donato Sabia Mauro Zuliani | 4×400 m Staffetta | 3.06.28  | Q         |          |           | 3.03.87    | Q          | 3.01.44  | 5ª        |
| Maurizio Damilano                                                                   | Marcia 20 km      |          |           |          |           |            |            | 1:23:26  | Bronzo    |
| Carlo Mattioli                                                                      | Marcia 20 km      |          |           |          |           |            |            | 1:25:27  | 5°        |
| Alessandro Pezzatini                                                                | Marcia 20 km      |          |           |          |           |            |            | 1:32:07  | 28°       |
| Sandro Bellucci                                                                     | Marcia 50 km      |          |           |          |           |            |            | 3:53:45  | Bronzo    |
| Raffaello Ducceschi                                                                 | Marcia 50 km      |          |           |          |           |            |            | 3:59:26  | 5°        |
| Maurizio Damilano                                                                   | Marcia 50 km      |          |           |          |           |            |            | -        | ritirato  |

Concorsi
| Atleta               | Evento                 | Qualificazioni | Qualificazioni | Finale  | Finale       |
| Atleta               | Evento                 | Misura         | Posizione      | Misura  | Posizione    |
| -------------------- | ---------------------- | -------------- | -------------- | ------- | ------------ |
| Mauro Barella        | Salto con l'asta       | 5.358 m        | Q              | 5.30 m  | 8°           |
| Giovanni Evangelisti | Salto in lungo         | 7.94 m         | Q              | 8.24 m  | Bronzo       |
| Dario Badinelli      | Salto triplo           | 16.13 m        | eliminato      |         |              |
| Alessandro Andrei    | Getto del peso         | 20.18 m        | Q              | 21.26 m | Oro          |
| Marco Montelatici    | Getto del peso         | 20.14 m        | Q              | 19.98 m | 6°           |
| Luciano Zerbini      | Lancio del disco       | 63.44 m        | Q              | 63.50 m | 7°           |
| Marco Martino        | Lancio del disco       | 60.76 m        | Q              | NM      | 12°          |
| Orlando Bianchini    | Lancio del martello    | 74.02 m        | Q              | 75.94 m | 4°           |
| Giampaolo Urlando    | Lancio del martello    | 72.46 m        | Q              | 75.66 m | squalificato |
| Lucio Serrani        | Lancio del martello    | 70.64 m        | eliminato      |         |              |
| Agostino Ghesini     | Lancio del giavellotto | 72.96 m        | eliminato      |         |              |

#### Donne
Eventi di corsa e prove su strada
| Atleta                                                                          | Evento            | Batteria | Batteria  | 2º turno | 2º turno  | Semifinale | Semifinale | Finale  | Finale    |
| Atleta                                                                          | Evento            | Tempo    | Risultato | Tempo    | Risultato | Tempo      | Risultato  | Tempo   | Risultato |
| ------------------------------------------------------------------------------- | ----------------- | -------- | --------- | -------- | --------- | ---------- | ---------- | ------- | --------- |
| Marisa Masullo                                                                  | 200 m             | 23.30    | Q         | 22.19    | Q         | 22.88      | eliminata  |         |           |
| Erica Rossi                                                                     | 400 m             | 53.04    | eliminata |          |           |            |            |         |           |
| Gabriella Dorio                                                                 | 800 m             | 2.01.41  | Q         |          |           | 1.59.53    | Q          | 1.59.05 | 4ª        |
| Gabriella Dorio                                                                 | 1500 m            | 4.04.51  | Q         |          |           |            |            | 4.03.25 | Oro       |
| Agnese Possamai                                                                 | 3000 m            | 4.45.84  | Q         |          |           |            |            | 4.10.82 | 10ª       |
| Laura Fogli                                                                     | Maratona          |          |           |          |           |            |            | 2:29:28 | 9ª        |
| Alba Milana                                                                     | Maratona          |          |           |          |           |            |            | 2:33:01 | 12ª       |
| Paola Moro                                                                      | Maratona          |          |           |          |           |            |            | 2:37:06 | 20ª       |
| Giuseppina Cirulli                                                              | 400 m ostacoli    | 57.49    | Q         |          |           | 56.45      | eliminata  |         |           |
| Patrizia Lombardo Cosetta Campana Marisa Masullo Erica Rossi Giuseppina Cirulli | 4×400 m Staffetta | 3.32.55  | Q         |          |           |            |            | 3.30.82 | 6ª        |

Eventi concorsi
| Atleta             | Evento                 | Qualificazioni | Qualificazioni | Finale  | Finale    |
| Atleta             | Evento                 | Misura         | Posizione      | Misura  | Posizione |
| ------------------ | ---------------------- | -------------- | -------------- | ------- | --------- |
| Sara Simeoni       | Salto in alto          | 1.90 m         | Q              | 2.00 m  | Argento   |
| Fausta Quintavalla | Lancio del giavellotto | 58.76 m        | Q              | 57.52 m | 12ª       |

### Pallacanestro
- Uomini

| Atleta | Classifica |
| --- | ---------- |
| V · D · M Nazionale italiana - Pallacanestro ai Giochi della XXIII Olimpiade - Torneo maschile 4 Caglieris · 5 Premier · 6 Bonamico · 7 Gilardi · 8 Magnifico · 9 Brunamonti · 10 Villalta · 11 Meneghin · 12 Riva · 13 Vecchiato · 14 Marzorati · 15 Sacchetti · All. Sandro Gamba | 5°         |
| Nazionale italiana - Pallacanestro ai Giochi della XXIII Olimpiade - Torneo maschile |            |
| 4 Caglieris · 5 Premier · 6 Bonamico · 7 Gilardi · 8 Magnifico · 9 Brunamonti · 10 Villalta · 11 Meneghin · 12 Riva · 13 Vecchiato · 14 Marzorati · 15 Sacchetti · All. Sandro Gamba                                                                                                |            |

### Pallanuoto
| Atleta | Classifica |                   |
| --- | --- | ----------------- |
| V · D · M Nazionale maschile italiana di pallanuoto · Giochi olimpici - Los Angeles 1984 1 Gandolfi · 2 Misaggi · 3 Pisano · 4 Steardo · 5 Fiorillo · 6 De Magistris · 7 Galli · 8 D'Altrui · 9 Baldineti · 10 D'Angelo · 11 Collina · 12 Postiglione · 13 Panerai · CT : Fritz Dennerlein | 7° |                   |
| Nazionale maschile italiana di pallanuoto · Giochi olimpici - Los Angeles 1984 | |                   |
| 1 Gandolfi · 2 Misaggi · 3 Pisano · 4 Steardo · 5 Fiorillo · 6 De Magistris · 7 Galli · 8 D'Altrui · 9 Baldineti · 10 D'Angelo · 11 Collina · 12 Postiglione · 13 Panerai · CT: Fritz Dennerlein                                                                                           | 1 Gandolfi · 2 Misaggi · 3 Pisano · 4 Steardo · 5 Fiorillo · 6 De Magistris · 7 Galli · 8 D'Altrui · 9 Baldineti · 10 D'Angelo · 11 Collina · 12 Postiglione · 13 Panerai · CT: Fritz Dennerlein | Italia (bandiera) |